# Tanjung Rejo (Margo Tabir)
Tanjung Rejo is een bestuurslaag in het regentschap Merangin van de provincie Jambi, Indonesië. Tanjung Rejo telt 3635 inwoners (volkstelling 2010).